# Peter Brauchle

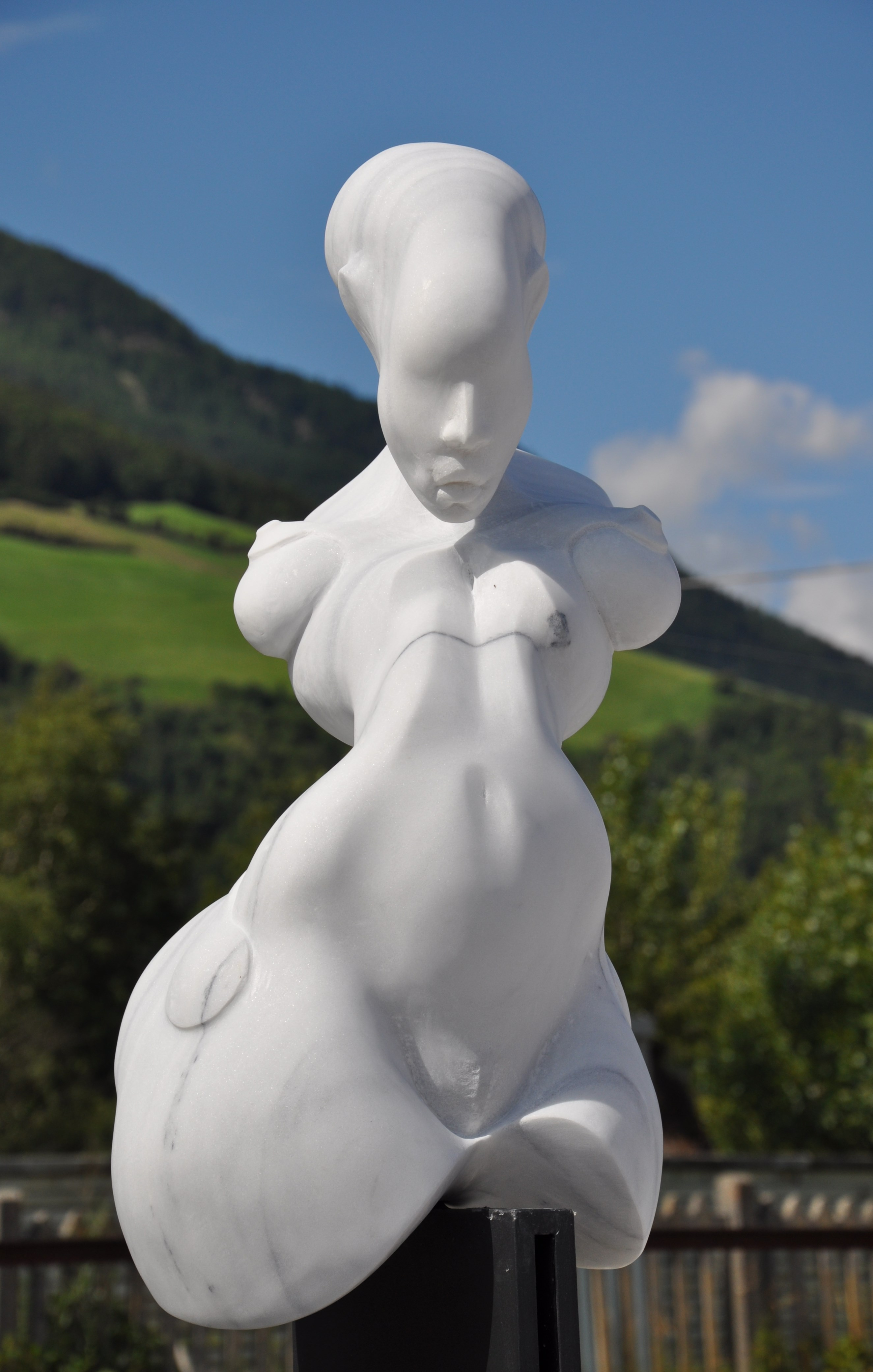
„Liebeserklärung“, Laas (Südtirol), 2014

„Heiliger Franziskus“, Puricelli-Stift, Rheinböllen, 2012

Peter Brauchle (* 13. Juli 1970 in Weil am Rhein) ist ein deutscher Bildhauer.

## Leben
Brauchle absolvierte von 1987 bis 1990 eine Ausbildung zum Steinbildhauer in Mainz. Seit 1997 ist er freischaffend tätig. Er lebt und arbeitet in Lustadt. Für seine Arbeiten verwendet er bevorzugt die Materialien Bronze, Aluminium, Stein und Beton.
- 2008 erhielt er den Preis des Kunstforums Forst.
- 2014 ist er Preisträger des Marmorsymposiums in Laas (Südtirol).
- 2020 Projektförderung „IM FOKUS – 6 Punkte für die Kultur“, Skulptur Licht des Nordens, Laaser Marmor und Stahl
- 2020 Projektförderung „IM FOKUS – 6 Punkte für die Kultur“, Skulptur Bewusst, Kunststoff
- 2021 Projektförderung „IM FOKUS – 6 Punkte für die Kultur“, Skulptur Prägung, Zeder

Brauchle ist Mitglied im Bundesverband Bildender Künstlerinnen und Künstler (BBK), der Pfälzische Sezession, Bund freischaffender Bildhauer*innen Baden-Württemberg und  Arbeitsgemeinschaft Pfälzer Künstler (APK).

## Werke im Öffentlichen Raum (Auswahl)

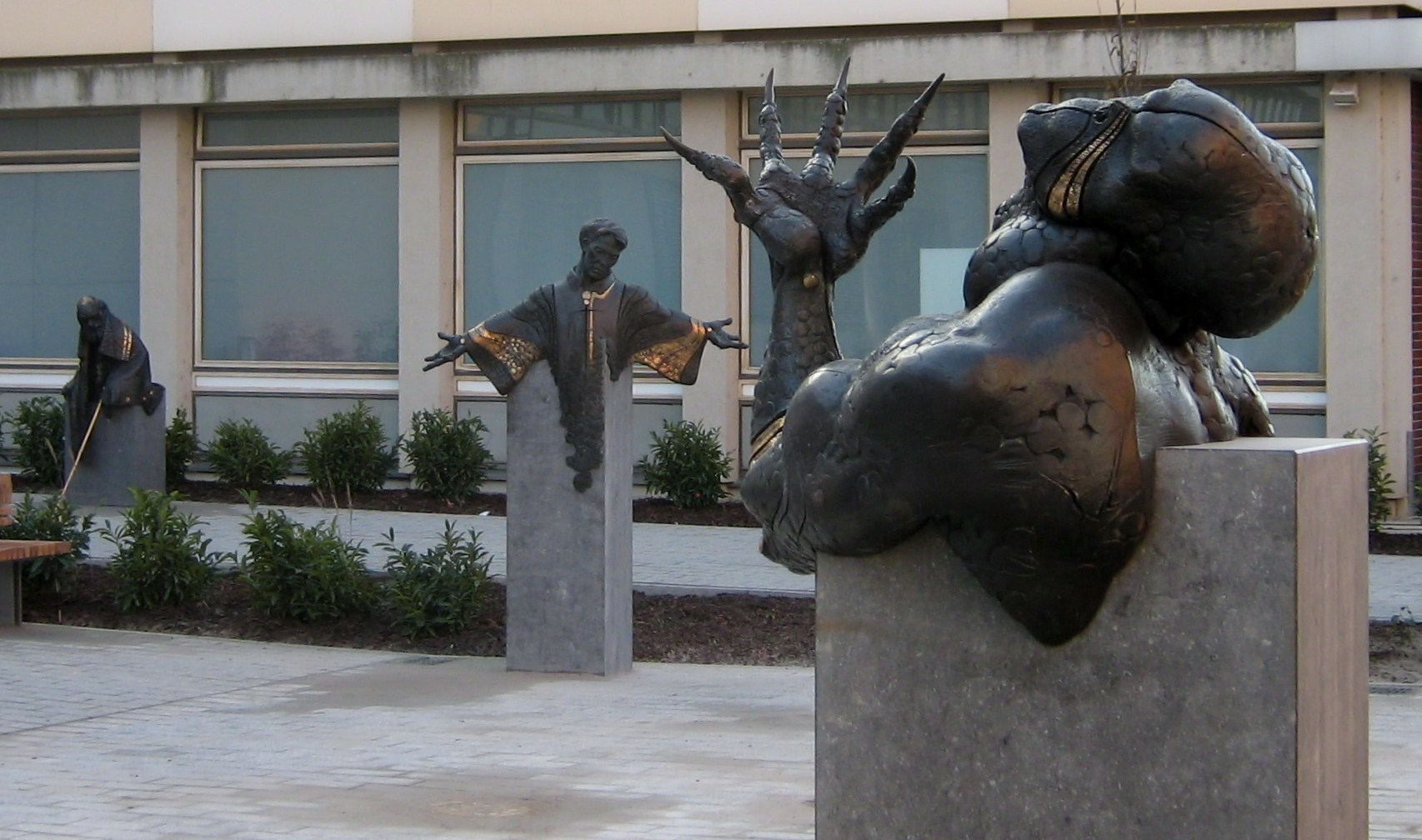
Figurengruppe Lebensweg, Bad Kreuznach, 2009, Ausschnitt

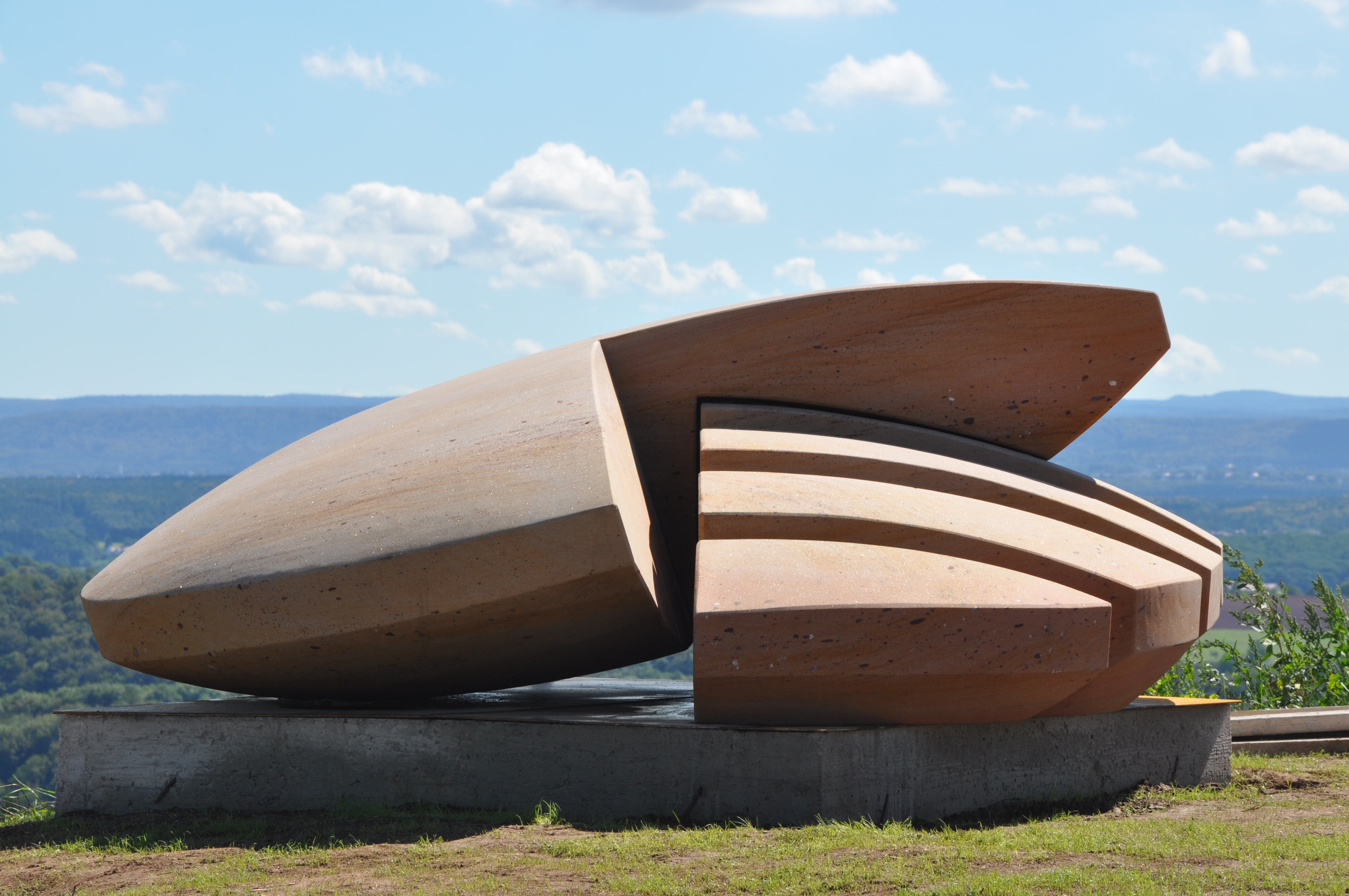
„Lebensscheibe“, Eulenbis, 2011

- 1999: Entenlieschen, Bürger- und Vereinshaus in Gries (Pfalz)
- 2000: Großes Dorf, Gestaltung Brunnen in Haßloch
- 2001: Statue eines Diamantschleifers vor dem Diamantschleifermuseum Brücken (Pfalz)
- 2004: Bronzeplastik des trauretten Bauren in Landau-Nußdorf, Bauernkriegsdenkmal zum Gedenken an den Pfälzischen Bauernkrieg von 1525 (Das Motiv zitiert die Entwurfszeichnung Die Bauernsäule (ca. 1528) von Albrecht Dürer.)
- 2005: Darstellung eines Rheinfischers vor dem Bürgerhaus Leimersheim
- 2008: Gestaltung des Edith-Stein-Platzes in Landau (Pfalz)
- 2009: Figurengruppe Lebensweg, Krankenhaus St. Marienwörth in Bad Kreuznach
- 2010: Kreiselgestaltung in Altdorf (Pfalz) westlicher Ortsausgang
- 2011: Lebensscheibe, Eulenbis entstanden im Rahmen des Bildhauersymposium 2011 im Schweinstal
- 2012: Heiliger Franziskus, Puricelli-Stift, Rheinböllen
- 2013: Auszeit, Mensa Hannah-Arendt-Gymnasium, Haßloch
- 2014: Liebeserklärung, Laas (Südtirol)
- 2015: Begegnung, Haus St. Michael in Kirchberg (Hunsrück)
- 2018: Kunst am Bau, KITA Villa Hasenspiel in Bellheim
- 2021: Gemeinsam etwas bewegen, Kunst am Bau, Zehnthaus in Römerberg (Pfalz)
- 2021: Kreiselgestaltung in Altdorf (Pfalz) östlicher Ortsausgang
- 2023: Kunst am Bau, GräserHof Ilbesheim (Donnersbergkreis)
- 2024: Gestaltung Andachtsplatz – Kreuz und Andachtstisch mit Rednerpult, Ruheforst Maiblumenwald  Lustadt